# Diopsis maculithorax
Diopsis maculithorax är en tvåvingeart som beskrevs av Enrico Adelelmo Brunetti 1928. Diopsis maculithorax ingår i släktet Diopsis och familjen Diopsidae.
Artens utbredningsområde är Gabon. Inga underarter finns listade i Catalogue of Life.